# Origo regis Jagyelo et Wytholdi ducum Lithuanie
«Похо́дження короля́ Яга́йла і Віто́вта, кня́зів лито́вських» (лат. Origo regis Jagyelo et Wytholdi ducum Lithuanie) — литовська середньовічна хроніка. Написана латиною в XV столітті. Скорочена назва — «Похо́дження короля́» (лат. Origo regis). Описує події ранньої історії Великого князівства Литовського, перераховує синів Гедиміна, зазначає про правління Ольгерда, втечу Вітовта до Тевтонського ордену тощо. Переклад руської хроніки  «Литовському роду починок» («Літописець великих князів литовських») XIV століття. Вперше опублікована 1888 року у Львові істориком Антонієм Прохаскою. 1907 року передрукована росіянами в 17-му томі «Повного зібрання руських літописів» як літопис. Рукопис знаходився у 3-му томі Libri legationum Коронної метрики (колишнього Державного архіву Польського королівства, що був вивезений росіянами й зберігався у Московському головному архіві Міністерства внутрішніх справ). На думку Прохаски ця хроніка — повний або частковий латинський переклад староруської хроніки, створений на замовлення Яна Длугоша; цей переклад включили до складу Королівської метрики наприкінці XV — початку XVI століття. Ян Длугош використовував його у вступі 10-ї книги «Історії Польщі». Під час перекладу оригінальний текст дещо спотворено, але хроніка містить відомості, відсутні в інших джерелах. Видаючи хроніку в «Повному зібранні руських літописів» упорядник Станіслав Пташицький порівняв її з відомими літописами й помилково зазначив, що вона зберігалася у документах Литовської метрики. Пташицький видав хроніку за оригіналом, не зазначаючи розбіжностей із виданням Прохаски (вони стосуються ряду букв: u замість v у Прохаски, ch замість th; деяких власних назв: Połoczko замість Płoczko у Прохаски). Інші видання, не звірені з оригіналом, надають перевагу тексту Пташицького.